# Slečny přijdou později
Slečny přijdou později je česká kriminální komedie, natočená režisérem Ivo Tomanem v roce 1966 podle povídky Karla Štorkána a Vladimíra Kaliny „Poslední klíč“.
Film má v podstatě jednoduchou zápletku: kriminalisté (v podání herců Bohumila Šmídy, Roberta Vrchoty a Zdeňka Řehoře) přijdou na stopu nezákonné činnosti skupiny pracovníků v pohostinství (v podání herců Svatopluka Beneše, Eduarda Dubského a Stanislava Fišera), kteří rozšířili sortiment služeb zahraničním návštěvníkům i na oblast sexu. Lehké děvy ve filmu ztvárnily Olga Schoberová a Dana Smutná. V komedii se spoustou zbytečně zdlouhavých dialogů[zdroj?] se jako zřízenec mihne i Pavel Landovský.
Film nebyl nejméně 20 let uváděn žádnou pozemní televizí.[zdroj?] V současné době[kdy?] ho občas uvádí satelitní CS-FILM.